# الدوري البلجيكي الممتاز 1904-05
الدوري البلجيكي الممتاز 1904-05 (بالفرنسية: Championnat de Belgique de football 1904-1905)‏ هو الموسم 10 من  الدوري البلجيكي الممتاز. أقيم بتاريخ 2 أكتوبر 1904، والذي يشرف على تنظيمه الاتحاد الملكي البلجيكي لكرة القدم، وكان عدد الأندية المشاركة فيه  11، وفاز فيه سانت خيلويزي.